# 4490 Bambery
4490 Bambery eller 1988 ND är en asteroid i huvudbältet som upptäcktes den 14 juli 1988 av de båda amerikanska astronomerna Eleanor F. Helin och Brian P. Roman vid Palomarobservatoriet. Den är uppkallad efter astronomen Raymond J. Bambery.
Asteroiden har en diameter på ungefär 9 kilometer och den tillhör asteroidgruppen Hungaria.